# Mouazé
Mouazé est une commune française située dans le département d'Ille-et-Vilaine en région Bretagne, peuplée de 1 728 habitants.

## Géographie

### Communes limitrophes
|           | Saint-Aubin-d'Aubigné |                        |
| Chevaigné | Mouazé                | Chasné-sur-Illet       |
|           | Betton                | Saint-Sulpice-la-Forêt |

### Hydrographie
Pour un article plus général, voir Réseau hydrographique d'Ille-et-Vilaine.
La commune est située dans le bassin Loire-Bretagne. Elle est drainée par l'Illet, le ruisseau de Fresnay,,.
L'Illet, d'une longueur de 34 km, prend sa source dans la commune de Saint-Aubin-du-Cormier et se jette  dans l'Ille à Betton, après avoir traversé neuf communes. 

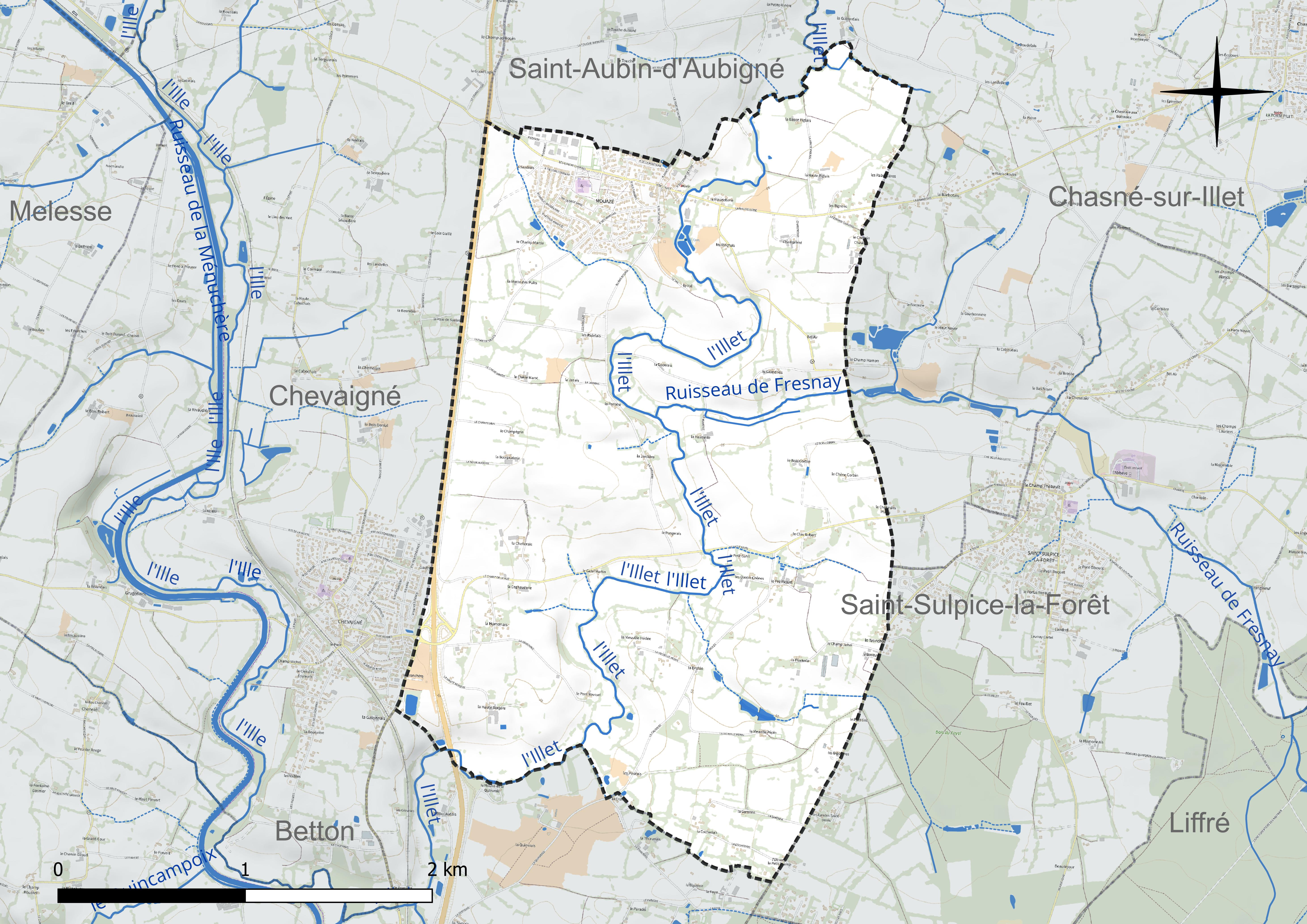
Réseau hydrographique de Mouazé.

### Climat
Pour des articles plus généraux, voir Climat de la Bretagne et Climat d'Ille-et-Vilaine.
En 2010, le climat de la commune est de type climat océanique altéré, selon une étude du CNRS s'appuyant sur une série de données couvrant la période 1971-2000. En 2020, Météo-France publie une typologie des climats de la France métropolitaine dans laquelle la commune est exposée à un climat océanique et est dans la région climatique  Bretagne orientale et méridionale, Pays nantais, Vendée, caractérisée par une faible pluviométrie en été et une bonne insolation. Parallèlement l'observatoire de l'environnement en Bretagne publie en 2020 un zonage climatique de la région Bretagne, s'appuyant sur des données de Météo-France de 2009. La commune est, selon ce zonage, dans la zone « Intérieur Est », avec des hivers frais, des étés chauds et des pluies modérées.  
Pour la période 1971-2000, la température annuelle moyenne est de 11,4 °C, avec une amplitude thermique annuelle de 12,7 °C. Le cumul annuel moyen de précipitations est de 751 mm, avec 12,7 jours de précipitations en janvier et 6,8 jours en juillet. Pour la période 1991-2020, la température moyenne annuelle observée sur la station météorologique la plus proche, située sur la commune de Feins à 11 km à vol d'oiseau, est de 11,9 °C et le cumul annuel moyen de précipitations est de 816,2 mm,. Pour l'avenir, les paramètres climatiques de la commune estimés pour 2050 selon différents scénarios d'émission de gaz à effet de serre sont consultables sur un site dédié publié par Météo-France en novembre 2022.

## Urbanisme

### Typologie
Au 1er janvier 2024, Mouazé est catégorisée bourg rural, selon la nouvelle grille communale de densité à sept niveaux définie par l'Insee en 2022.
Elle est située hors unité urbaine. Par ailleurs la commune fait partie de l'aire d'attraction de Rennes, dont elle est une commune de la couronne,. Cette aire, qui regroupe 183 communes, est catégorisée dans les aires de 700 000 habitants ou plus (hors Paris),.

### Occupation des sols
L'occupation des sols de la commune, telle qu'elle ressort de la base de données européenne d'occupation biophysique des sols Corine Land Cover (CLC), est marquée par l'importance des territoires agricoles (94,1 % en 2018), en diminution par rapport à 1990 (96,9 %). La répartition détaillée en 2018 est la suivante : zones agricoles hétérogènes (35,6 %), prairies (33,6 %), terres arables (24,9 %), zones urbanisées (5,9 %). L'évolution de l'occupation des sols de la commune et de ses infrastructures peut être observée sur les différentes représentations cartographiques du territoire : la carte de Cassini (XVIIIe siècle), la carte d'état-major (1820-1866) et les cartes ou photos aériennes de l'IGN pour la période actuelle (1950 à aujourd'hui).

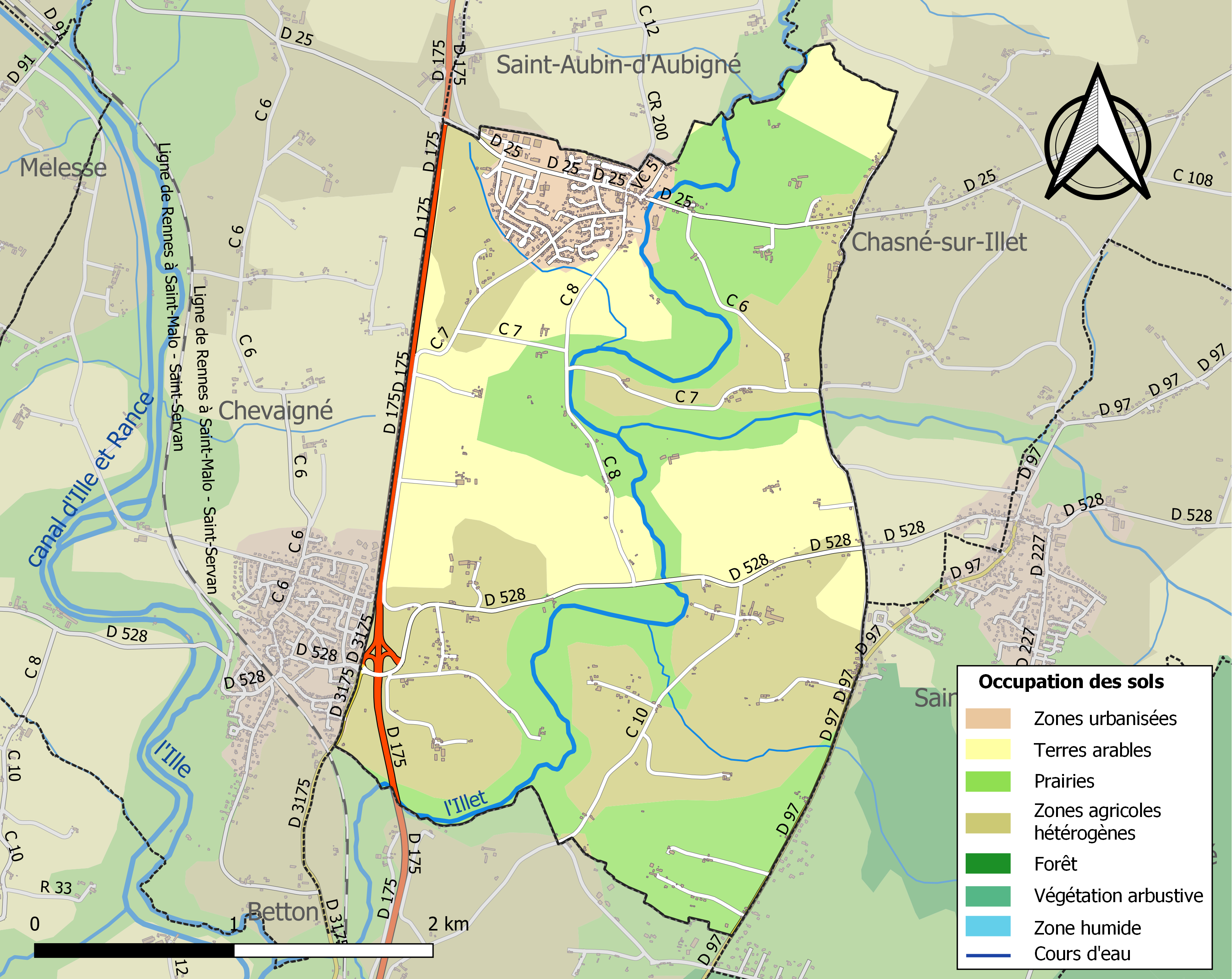
Carte des infrastructures et de l'occupation des sols de la commune en 2018 (CLC).

## Toponymie
Le nom de la localité est attesté sous les formes Moyseiensis Ecclesia (l'église de Mouazé) en 1086, Moiseio en 1158, Moayseieum en 1516.
Mouazeu en gallo.
Le gentilé est Mouazéen.

## Histoire
L'ancienne voie romaine présumée de Rennes à Avranches s'étend du sud au nord de Mouazé et sert ainsi de limite à la commune. Le pavé antique se voit encore dans les cours de certaines fermes.
Au XIe siècle, beaucoup de guerres locales frappent la contrée, détruisant l'église initiale de Mouazé. Il faut attendre 1086 pour que les moines de Saint-Melaine, de Rennes, reconstruisent l'édifice.
À la Révolution, après de nombreuses batailles, les grands travaux commencent : écoles, mairie…

## Héraldique
| Blason | Blasonnement : D'argent au chevron d'azur, accompagné de trois trèfles de sinople. Blason de la famille Bariller, seigneurs de Boiscorbin en Mouazé. |

## Politique et administration

### Liste des maires
| Période                                  | Période                    | Identité                | Étiquette | Qualité                                      |
| ---------------------------------------- | -------------------------- | ----------------------- | --------- | -------------------------------------------- |
| 1896                                     | mai 1904                   | Louis Lefais            |           |                                              |
| mai 1904                                 | novembre 1910 (décès)      | Pierre-Marie Chalmel    |           | Propriétaire                                 |
| janvier 1911                             | mai 1925                   | François Poulain        |           |                                              |
| mai 1925                                 | mai 1929                   | Théodore Gaudin         |           |                                              |
| mai 1929                                 | 1945                       | Émile Morel             |           |                                              |
| 1945                                     | mai 1953                   | Louis Gaudin            |           |                                              |
| mai 1953                                 | mars 1976 (décès)          | Henri Canto (1916-1976) | CD        | Agriculteur Conseiller général (1973 → 1976) |
| 1976                                     | septembre 1977 (démission) | Louis Désévédavy        |           |                                              |
| octobre 1977                             | mars 1983                  | Jean Gresset            |           |                                              |
| mars 1983                                | mars 2001                  | André Denis             |           | Garagiste                                    |
| mars 2001                                | mars 2014                  | Michel Mellet           |           | Cadre d'entreprise retraité                  |
| mars 2014                                | 23 mai 2020                | Thierry Lucas           | SE        | Cadre supérieur                              |
| 23 mai 2020                              | En cours                   | Frédéric Bougeot        |           | Consultant                                   |
| Les données manquantes sont à compléter. |                            |                         |           |                                              |

### Jumelages
Avec les dix-huit autres communes de la communauté de communes du Val d'Ille-Aubigné, Mouazé est jumelée avec :
- Chedzoy (Royaume-Uni) depuis 2003
- Middlezoy (Royaume-Uni) depuis 2003
- Westonzoyland (Royaume-Uni) depuis 2003

## Démographie
L'évolution du nombre d'habitants est connue à travers les recensements de la population effectués dans la commune depuis 1793. Pour les communes de moins de 10 000 habitants, une enquête de recensement portant sur toute la population est réalisée tous les cinq ans, les populations de référence des années intermédiaires étant quant à elles estimées par interpolation ou extrapolation. Pour la commune, le premier recensement exhaustif entrant dans le cadre du nouveau dispositif a été réalisé en 2007.
En 2022, la commune comptait 1 728 habitants, en évolution de +15,97 % par rapport à 2016 (Ille-et-Vilaine : +5,46 %, France hors Mayotte : +2,11 %).
| 1793 | 1800 | 1806 | 1821 | 1831 | 1836 | 1841 | 1846 | 1851 |
| ---- | ---- | ---- | ---- | ---- | ---- | ---- | ---- | ---- |
| 580  | 557  | 538  | 629  | 559  | 611  | 562  | 632  | 611  |

| 1856 | 1861 | 1866 | 1872 | 1876 | 1881 | 1886 | 1891 | 1896 |
| ---- | ---- | ---- | ---- | ---- | ---- | ---- | ---- | ---- |
| 585  | 605  | 613  | 611  | 585  | 622  | 599  | 585  | 564  |

| 1901 | 1906 | 1911 | 1921 | 1926 | 1931 | 1936 | 1946 | 1954 |
| ---- | ---- | ---- | ---- | ---- | ---- | ---- | ---- | ---- |
| 526  | 563  | 534  | 505  | 511  | 506  | 488  | 450  | 418  |

| 1962 | 1968 | 1975 | 1982 | 1990 | 1999 | 2006 | 2007 | 2012  |
| ---- | ---- | ---- | ---- | ---- | ---- | ---- | ---- | ----- |
| 405  | 388  | 553  | 723  | 809  | 917  | 976  | 984  | 1 201 |

| 2017  | 2022  | - | - | - | - | - | - | - |
| ----- | ----- | - | - | - | - | - | - | - |
| 1 586 | 1 728 | - | - | - | - | - | - | - |

## Lieux et monuments

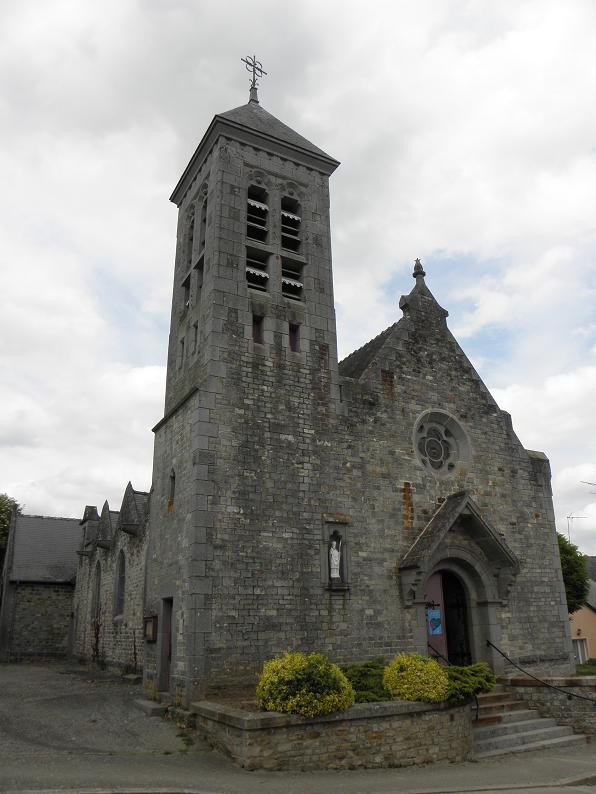
L'église Saint-Melaine.

- Église Saint-Melaine, édifiée de 1897 à 1901 par l'architecte rennais Frédéric Jobbé-Duval[28]. Le lambris de couvrement, en pitchpin, est orné des armes des derniers évêques de Rennes sous l'Ancien Régime. Les vitraux comportent celles de leurs successeurs du régime concordataire (évêques puis archevêques de Rennes).

## Personnalités liées à la commune
- Julien Baudy, attaquant de football gaélique de l'équipe de Liffré (EGHB) : équipe championne de France 2013 et 2024, multiple championne de Bretagne, et multiple vainqueur de la coupe de Bretagne. Également vainqueur de la ligue interne de Liffré avec le Leinsturc.